# Hieronimus Bochnia
R.D. Hieronimus Bochnia, psáno též česky Jeroným Bochnia (29. září 1889 Stephanshain, dnes Szczepanek v Polsku – 16. června 1952 Podbořany/Žihle) byl římskokatolický kněz polské národnosti působící v litoměřické diecézi, za II. světové války vězněný v koncentračním táboře v Dachau.

## Život
Na kněze byl vysvěcen 2. července 1916 v Litoměřicích. V roce 1937 byl krátce duchovním správcem v Křímově. Dále byl farářem v Podbořánkách v litoměřické diecézi na území, které bylo zabrané nacistickém Německem v důsledku Mnichovské dohody v roce 1938. Nacistickými orgány byl zatčen koncem října 1940 a držen v Karlových Varech. Od 31. ledna 1941 byl v koncentračním táboře v Dachau. Zde se setkal také s Josefem Kentenichem, pozdějším zakladatelem Schönstattského hnutí. Odtud byl propuštěn 4. dubna 1945. Po II. světové válce působil ve farnosti Kryry a jako 1. kaplan v obci Žihle.